# وولکنتسین
وولکنتسین (به آلمانی: Wulkenzin) یک شهر در آلمان است که در مکلنبورگیشه زنپلاته واقع شده‌است. وولکنتسین ۱٬۵۷۱ نفر جمعیت دارد.